# Щеврик лісовий
Ще́врик лісови́й  (Anthus trivialis) — вид птахів роду Щеврик родини плискових. Має 3 підвиди.

## Опис
Невеликий птах, розміром з горобця, але більш стрункий. Довжина 16-18 см, маса тіла 21-23 г. Розмах крил 25-28 см. Середніх розмірів тонкий дзьоб, загострений на кінці, ноги тонкі, добре пристосовані до бігання по землі. Від решти щевриків відрізняється сильно загнутим кігтем заднього пальця.
Забарвлення не яскраве. Статевий диморфізм у забарвленні не виражений. Спинна сторона тіла жовтувато-буро-сіра з темними поздовжніми плямами. Черевна сторона іржаво-жовта, з чорно-бурими поздовжніми плямами на зобі і грудях. Крила буруваті з темними і світлими плямами. Слабко вирізаний хвіст чорнувато-бурий з білуватою облямівкою по зовнішньому краю.

## Спосіб життя
Полюбляє лісові місцини, парки, сади. Живиться насінням, личинками, комахами.
Лісовий щеврик розташовує гніздо на землі, маскуючи його травою. У квітні — травні та у червні — липні самиця відкладає до 6 яєць. Через 2 тижні з'являються пташенята.

## Розповсюдження

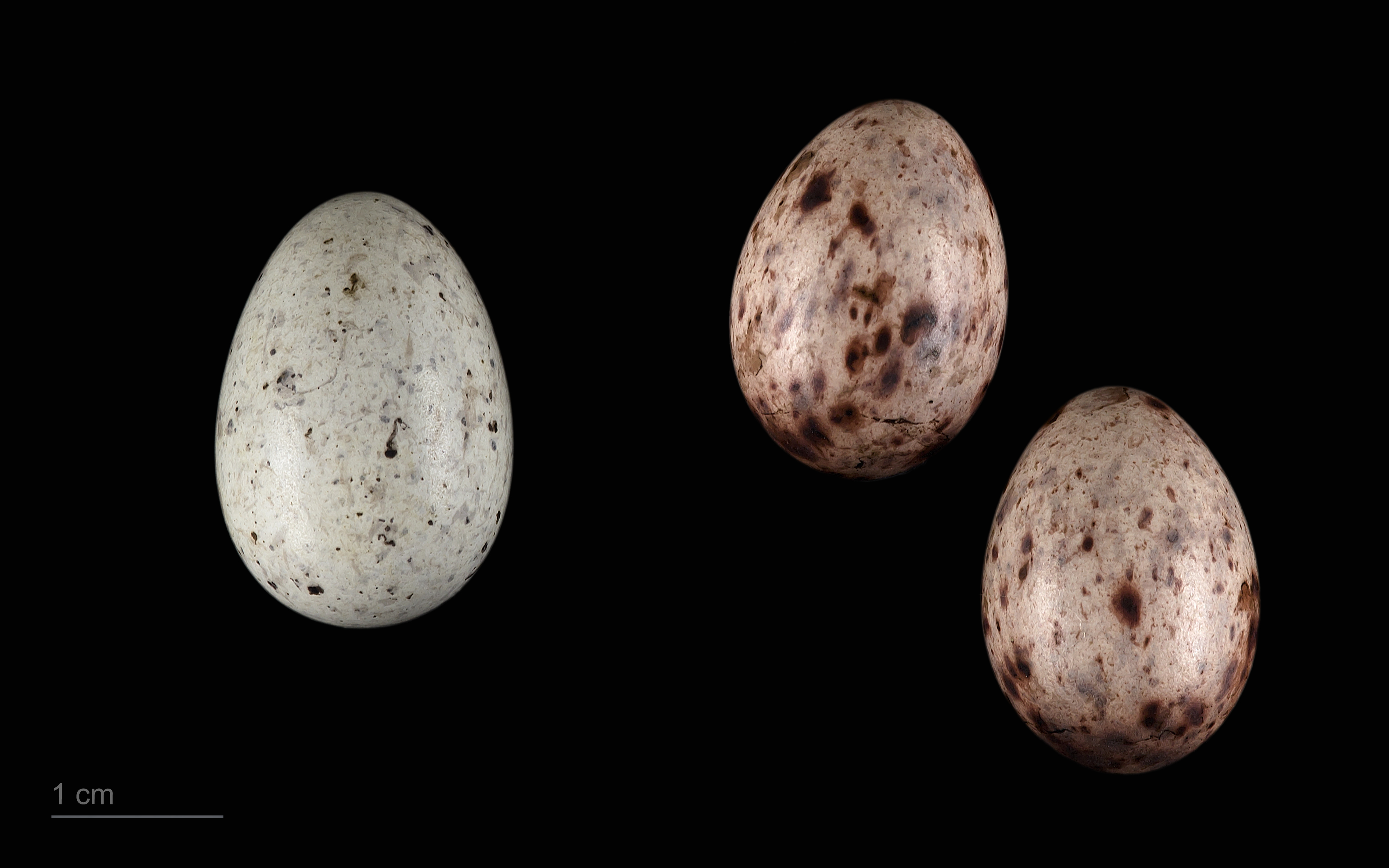
яйце Cuculus canorus canorus + Anthus trivialis — Тулузький музей

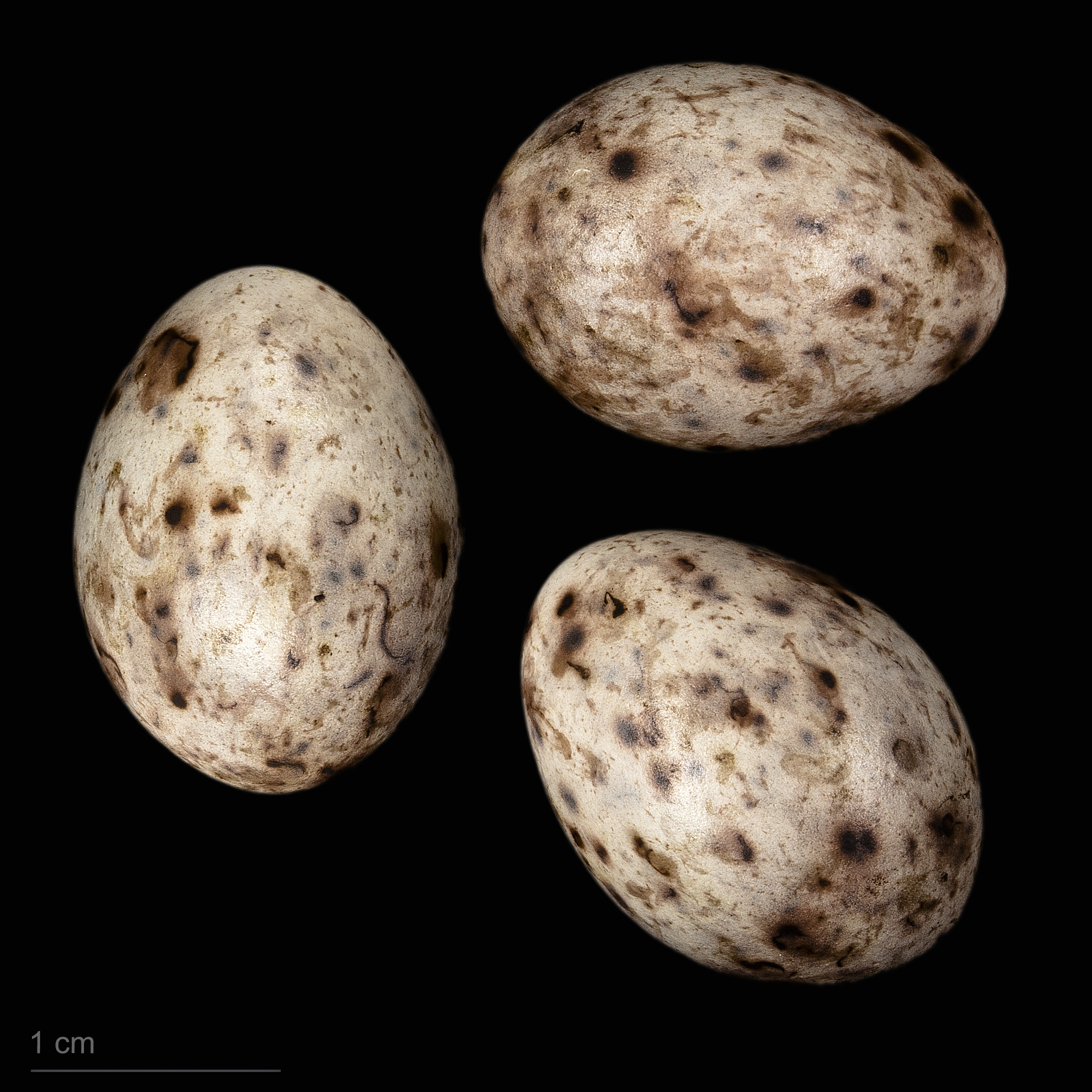
яйце Anthus trivialis trivialis - Тулузький музей

Мешкає в Європі, в північних областях Передньої Азії, Закавказзі, Центральній Азії (але на обширних рівнинах Казахстану та Середньої Азії їх немає), Сибіру (на схід до Байкалу і верхів'їв Колими і на північ майже до полярного кола). Це перелітні птахи, що зимують в країнах Західної Європи, Передній Азії (виключаючи Аравійський півострів) і на Індостані, в Північній та Центральній Африці.
В Україні зустрічається майже скрізь, окрім східних областей та степової частини Криму.

## Підвиди
- Anthus trivialis haringtoni
- Anthus trivialis sibiricus
- Anthus trivialis trivialis